# Zarafshon (folyó)
A Zarafsán (tádzsik nyelven Зарафшон, üzbég nyelven Zarafshon, oroszul: Зеравшан) folyó az ázsiai Tádzsikisztánban és Üzbegisztánban. A folyó neve perzsa eredetű, "aranyszóró, aranyadományozó" jelentéssel.
Bal oldali mellékfolyói a Fandarja, a Kshtut és a Magijandarja.
Víztárolói, tavai a Pervomai, az Akdarin, a Damkhodzhin, a Narpai, a Karmarin, a Shafrikan, a Kharkhur, a Babkent, a Tudakul és a Kuyumazar.
A Zaravsán völgyében található többek között Szamarkand, Kattakurgan, Navoiy, Buhara és Kogon városa is. 
A Zaravsán gazdasági szempontból fontos folyó, mivel vizét öntözésre használják. A folyón Tádzsikisztán területén több vízerőmű építését is tervezik, melyről 2013 novemberében szándéknyilatkozatot írtak alá a Zarvon Corporation társasággal az erőművek finanszírozására és építésére.

## Fekvése
A Zarafsán folyó Közép-Ázsia területén Tádzsikisztánban, a Pamír szélén ered. Innen nyugatra halad körülbelül 300 kilométeren át, és áthalad Pandzsakenten, mielőtt Üzbegisztánba érkezik. Itt nyugatról északnyugatra fordul, áthaladva Szamarkand városán, ahol a Dargom-csatornát táplálja, amely teljes mértékben az így létrehozott oázistól függ, egészen addig, amíg vissza nem hajlik Navojtól északra és tovább délnyugatra. Érinti Buhara városát, mielőtt elveszne a Karakul városánál található sivatagban, az Amu-darja nevű folyó közelében, amely korábban a mellékfolyója volt.

## Leírása

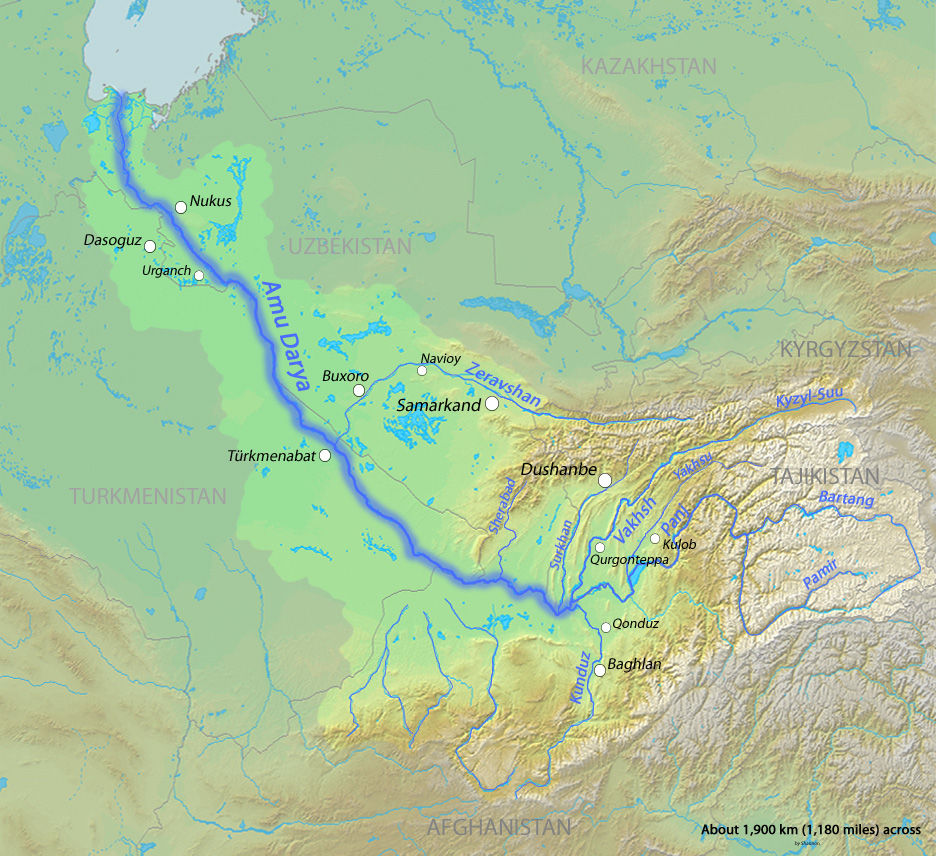
A Zarafsán folyó az Amu-darja térképén

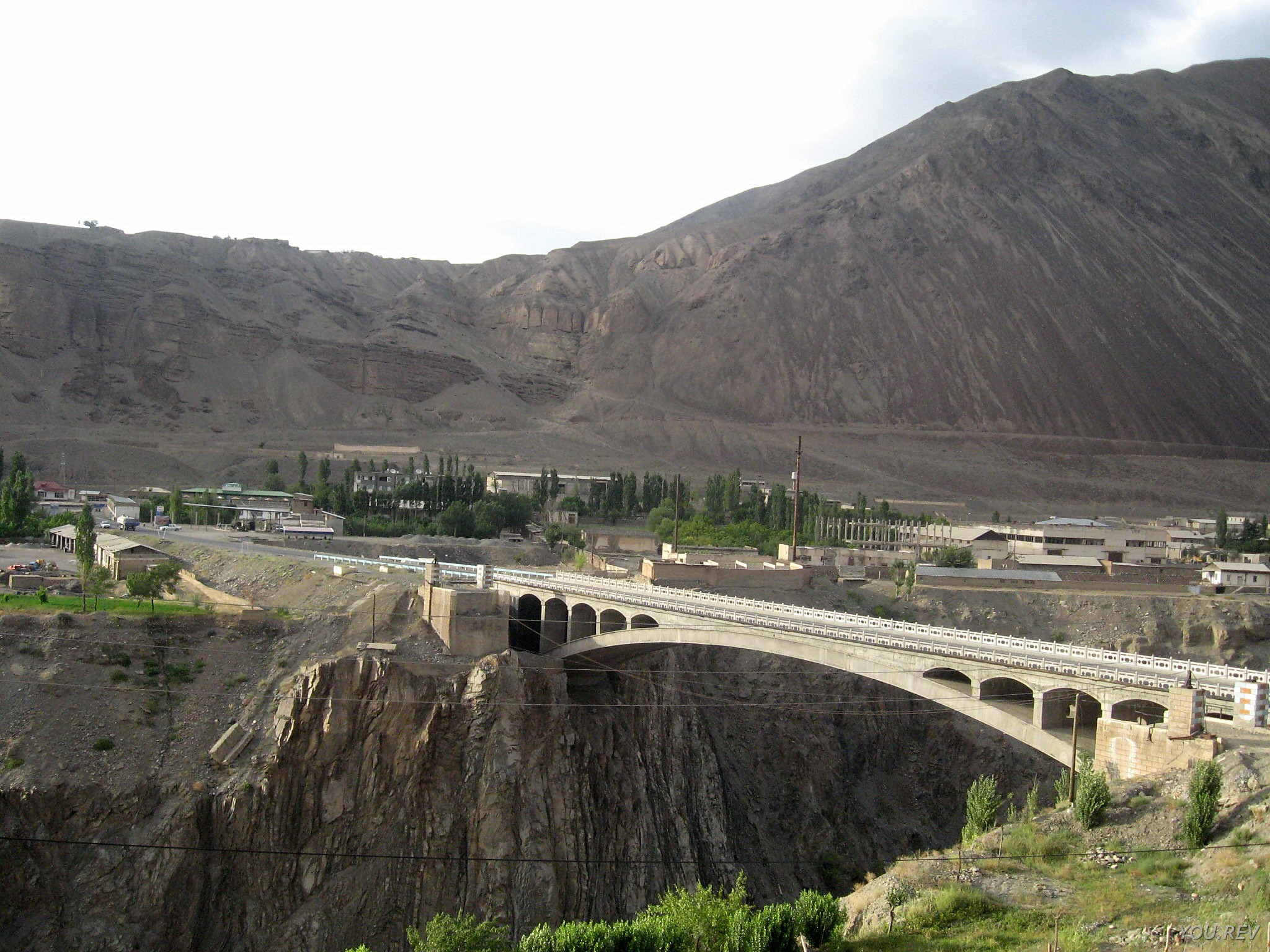
Híd a folyó felett

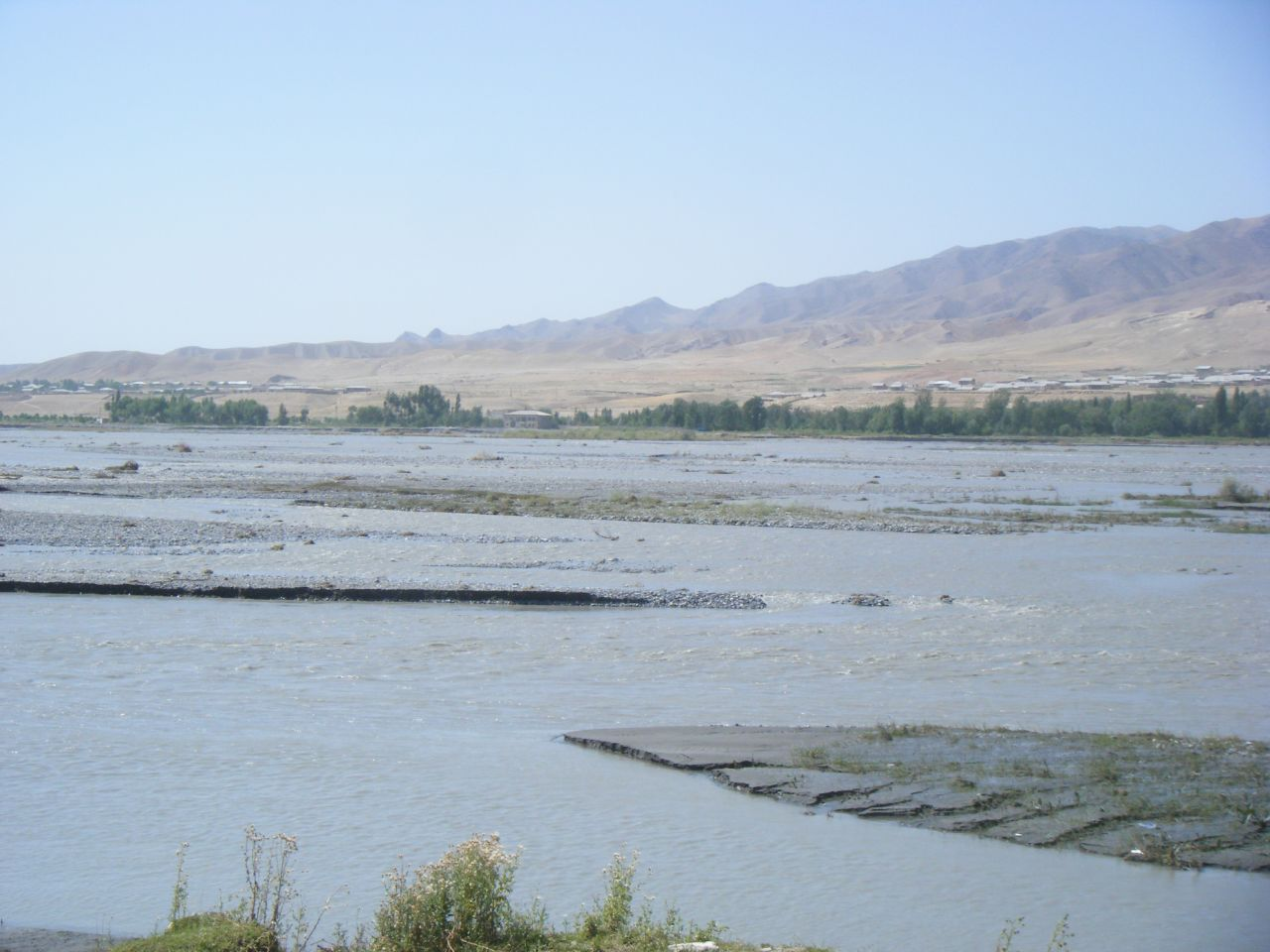
A Zarafsán folyó Tadzsikisztánban

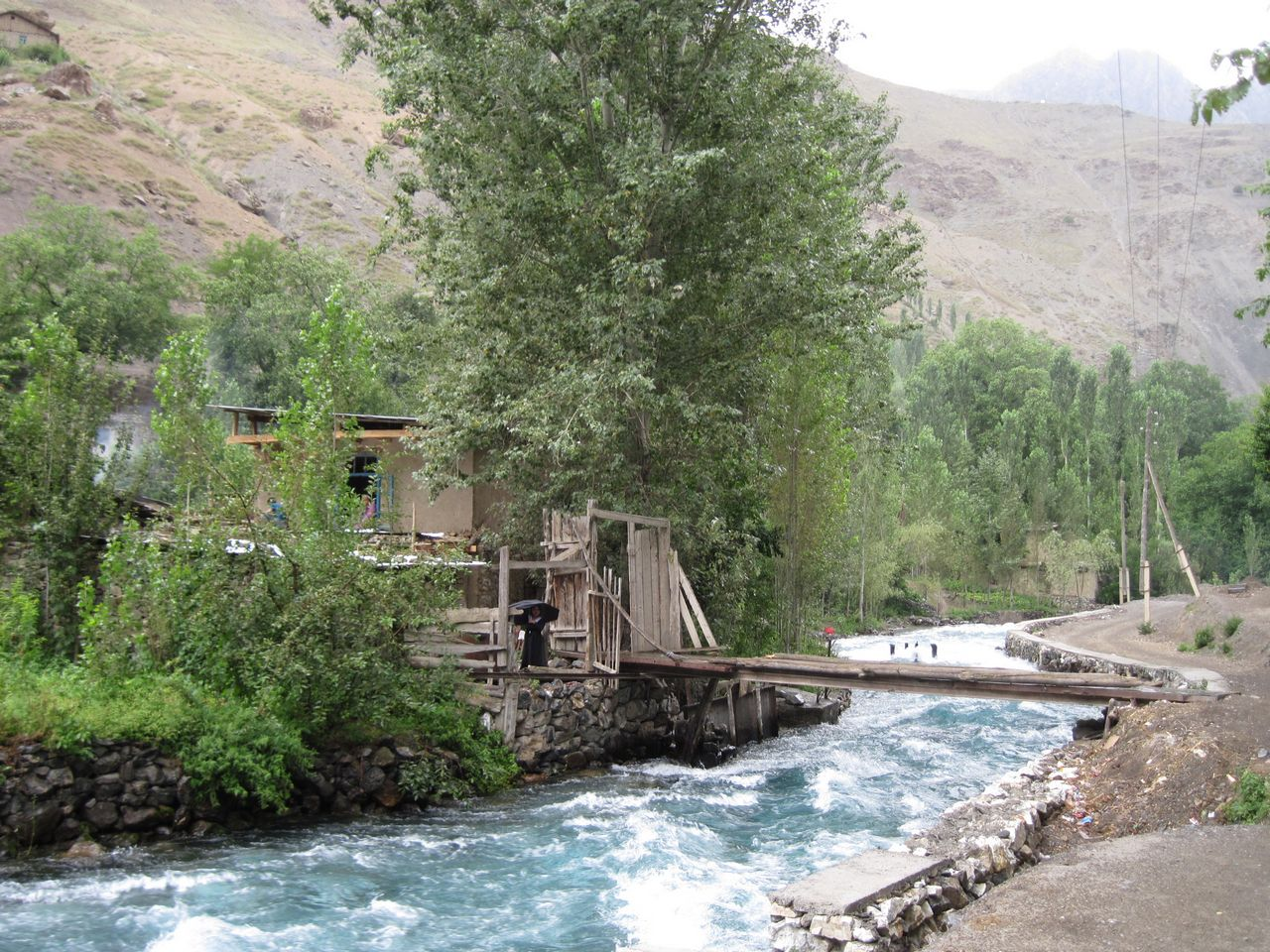
A folyó egy részlete

A folyót elsősorban a hó és a gleccserek vize táplálja. Tádzsikisztánban, a Zarafsán-gleccsernél, Zarafshon település és Turkesztán közötti határterületen, 2750 m tengerszint feletti magasságban ered.
A folyó 781 km hosszú, vízgyűjtő területe 877 és 17 700 km² közé tehető. Forrásvidékén neve Mostchokh-Darja, melynek neve, miután több mellékfolyót is felvett, Zarafsánra változik.
A folyó első 300 kilométere Tádzsikisztánban található. Az északi meredek lejtőn Turkesztán és a déli Zarafshon között Pandzsakent irányában nyugatra folyik, egy keskeny völgyben. Belépve a Zarafshon-völgyébe, amely Üzbegisztán Szamarkand régiójában található. Ott északnyugatra kanyarodik, és Szamarkandtól keletre, a Miankal-völgyben, a Tschoponaiy hegynél az Akdarja ("Fehér folyó") és a Karadarja ("Fekete folyó") által mesterségesen öntözött gát osztja két ágra. Chatyrtschiben (Yangirabad) újraegyesül.
A Zarafsánnak 70 mellékfolyója van, azonban némelyikük vízhiány miatt átmenetileg kiszáradt. 
A Zarafsán és az Amu-darja között természetes kapcsolat nincs, mivel a folyó Buhara város magasságában kiszárad, helyette a Zarafsán-öntözőcsatorna létesít mesterséges kapcsolatot a két folyó között.
A Tádzsikisztán és Üzbegisztán határán az éves lefolyás 5,3 km³ (milliárd m³), mely a folyó alsóbb szakaszain is csak 5,5 km³-re nő. Tádzsikisztán jelenleg csak körülbelül 0,3 km³ vizet fogyaszt, vagyis a folyó vízhozamának nagyjából 6-8%-át.
A Zarafsán folyón számos gát és tározó, valamint több nagy és közepes méretű öntöző- és vízellátó csatorna található, többek között a Tudakul, a Kuyumazar és Shurkul víztározók, melyek együttes felülete meghaladja a 20 ezer hektárt. A Zarafsán folyó mentén található víztározók közül több is nagyon sós vizet tartalmaz. Négy tavának vizét csatornákon vezetik el, ezek a Dengizkul, a Karakyr, a Tuzgan és Shurgak. Ezen tavak együttes felülete meghaladja a 44 ezer hektárt. A Szamarkand és a Navoiy régióban 530 ezer hektár föld öntözéséhez van szükség vízre, amely földeket elsősorban mezőgazdasági haszonnövények termesztésére használnak, a gyorsan növekvő vidéki lakosság igényeinek kielégítésére. A fellelhető adatok szerint 1900-ban 126 csatorna segítségével 7143 km²-nyi terület volt öntözött.
A folyó vízminősége a főként a Szamarkand, Kattakurgan és Navoiy városokból származó szennyvíz hatása miatt állandóan romlik, különösen Kattakurgan és Navoiy városok alatti folyószakasz szennyezett. 
A Zarafsán sótartalma a forrásnál 0,27 g/l-ről a torkolatánál 2,4 g/l-re növekszik.